# Euriponte
Euriponte (in greco antico: Ευρυπών?, Eurypòn; Sparta, ... – ...; fl. X secolo a.C.) è stato un mitico re di Sparta della dinastia Euripontide, della quale è l'eponimo.
Secondo la tradizione era figlio di Soo e diretto discendente di Eracle.
Secondo Plutarco avrebbe acquistato popolarità moderando l'assolutismo. Polieno gli attribuisce il comando di una guerra contro Mantinea.
Il suo successore fu il figlio Pritani.